# Ветшиховице (Малопольское воеводство)
Ветшихови́це (пол. Wietrzychowice) — село в Польше, находящееся в Тарнувском повете Малопольского воеводства. Административный центр гмины Ветшиховице.

## География
Село располагается в 31 км от города Тарнув и 55 км от Кракова.

## История
С 1975 по 1998 год село входило в Тарнувское воеводство.